# Lythria tristrigata
Lythria tristrigata är en fjärilsart som beskrevs av Thurner 1938. Lythria tristrigata ingår i släktet Lythria och familjen mätare. Inga underarter finns listade i Catalogue of Life.